# میشیگام، میشیگان
میشیگام (به انگلیسی: Michigamme Township) یک منطقهٔ مسکونی در ایالات متحده آمریکا است که در شهرستان مارکت، میشیگان واقع شده‌است.
 میشیگام  ۳۴۹ نفر جمعیت دارد و ۵۴۹ متر بالاتر از سطح دریا واقع شده‌است.